# Араповка (Вешкаймский район)
Араповка — село в Вешкаймском районе Ульяновской области России. Входит в состав Стемасского сельского поселения.

## География
Село находится в северо-западной части Ульяновской области, в лесостепной зоне, в пределах Приволжской возвышенности, на берегах реки Стемасс, на расстоянии примерно 22 километров (по прямой) к юго-востоку от Вешкаймы, административного центра района. Абсолютная высота — 176 метров над уровнем моря.
Климат
Климат характеризуется как умеренно континентальный, с тёплым летом и умеренно холодной зимой. Средняя температура воздуха самого тёплого месяца (июля) — 20,4 °C (абсолютный максимум — 38 °C); самого холодного (января) — −14 °C (абсолютный минимум — −48 °C). Среднегодовое количество атмосферных осадков составляет 395—521 мм. Снежный покров образуется в конце ноября и держится в течение 128 дней.
Часовой пояс
Село Араповка, как и вся Ульяновская область, находится в часовой зоне МСК+1. Смещение применяемого времени относительно UTC составляет +4:00.

## История
Село известно с XVII века, название имеет фамильную основу. Первыми его жителями стали крестьяне села Араповка бывшего Алатырского уезда, переселившиеся сюда после строительства Карсунской укреплённой линии, которые и назвали новое селение по имени своего прежнего места жительства. 
В 1780 году, при создании Симбирского наместничества, село Николаевское Араповка тож, при речке Стемасе, помещиковых крестьян, вошло в состав Тагайского уезда.
В 1817 году помещиком Алексеем Петровичем Кондратьевым была построена каменная церковь во имя чудотворца Николая и Казанской иконы Божией Матери.
В начале 1872 года в селе открылась школа, в 1878 году закрылась. Вновь её открыли в 1890 году как церковно-приходскую. в церковной караулке. В 1895 году для неё на средства казны и местных крестьян построили новое помещение. 1 октября 1896 года в селе открылась женская второклассная церковно-приходская школа для подготовки учительниц для церковных школ, а прежняя была «обращена в больницу» при ней. В 1898 г. второклассная школа перешла на второй этаж собственного двухэтажного помещения. В июне 1899 г. школу посетил епископ Симбирский и Сызранский Никандр, который присутствовал «на выпускных испытаниях оканчивающих курс воспитанниц». 
На 1913 год в Араповке имелись церковь и школа, а при селе значился хутор Товарищества латышей (10 дворов и 74 жителя) и усадьбы А.Н. Рушанина (1 двор, 12 человек) с мельницей на реке Стемасс, купца А.А. Кружникова (1 двор, 2 человека), Н.И. Маричева (2 двора, 15 человек) и М.И.Платонова (1 двор, 13 человек) на той же реке. 
Многие сельчане участвовали в Первой мировой войне, один из них – Харитонов Сергей Митрофанович (1884 г. р.) за проявленный героизм был награждён Георгиевским крестом и получил офицерское звание. 
В конце июля 1918 года в селе размещались подразделения крупного армейского разведывательного отряда М.Н. Толстого, а в августе – батальон Витебского полка Симбирской Железной дивизии.  
Жители села принимали участие в «чапанном восстании» в марте 1919 г., причём местный священник призывал повстанцев «к расправе над арестованными коммунистами». 
В 1930 г. здесь организовали колхоз «1-е Мая», крестьяне занимались преимущественно земледелием и животноводством. 
К началу 1990-х годов некоторое время работали СПК «Горизонт» и ТОО «Золотая рыбка». Ныне в Араповке – сельский клуб, 2 частных торговых точки, балонный газ. 

## Население
| 2010 |
| ---- |
| 73   |

Национальный состав
Согласно результатам переписи 2002 года, в национальной структуре населения русские составляли 54 % из 13 чел., чуваши — 38 %.

## Известные уроженцы
- Чепанов, Михаил Петрович - Герой Советского Союза.
- Горбунов, Александр Матвеевич - Герой Советского Союза.